# ТЭФИ (премия, 2003)
ТЭ́ФИ — российская национальная телевизионная премия за высшие достижения в области телевизионных искусств. Учреждена фондом «Академия Российского Телевидения» 21 октября 1994 года. Премия должна была стать российским аналогом американской телевизионной премии «Эмми».
Для участия в конкурсе «ТЭФИ—2003» принимались работы, произведённые и впервые вышедшие в эфир на территории России в период с 1 июня 2002 года по 31 мая 2003 года.

## Церемония
Девятая церемония награждения впервые проводилась в два этапа. Награждение победителей в 12 «внеэкранных» номинациях состоялось 25 сентября 2003 года. Местом проведения торжественного заседания Академии Российского телевидения стал отель «Марриотт Роял Аврора». Участники церемонии почтили память ушедшего из жизни в этот день члена Академии Юрия Сенкевича.
26 сентября 2003 года был проведён второй этап награждения в оставшихся 19 номинациях, а также вручены два специальных приза Академии Российского телевидения. Местом проведения данного этапа церемонии стал Государственный центральный концертный зал «Россия». Участники церемонии также почтили память Юрия Сенкевича. В качестве ведущих церемонии были приглашены Жанна Агалакова и Александр Любимов, Татьяна Лазарева и Николай Фоменко, Фёдор Бондарчук. Подготовка и трансляция в эфире телевизионной версии второго этапа церемонии награждения была выполнена ОАО «Первый канал».
3 октября 2003 года, впервые в истории премии, был произведён пересмотр результатов в трёх номинациях. В итоге, победителем в номинации «Программа для детей» стала программа «Спокойной ночи, малыши!» (вместо «Самый умный ребёнок»), в номинации «Музыкальная программа» — «Оркестровая яма с Артёмом Варгафтиком» (вместо «Фабрика звёзд — 2») и в номинации «Просветительская программа» — «Секретные физики» (вместо «Гении и злодеи. Владимир Набоков»).

## Победители и финалисты
Победители указаны первыми и выделены отдельным цветом 
| Номинации                                                               | Победители и финалисты | Производитель                                                  | Представляющая организация                           | Канал-вещатель                                 |
| ----------------------------------------------------------------------- | --- | -------------------------------------------------------------- | ---------------------------------------------------- | ---------------------------------------------- |
| Информационная программа                                                | «Новости культуры» | ГТРК «Культура»                                                | ГТРК «Культура»                                      | ВГТРК телеканал «Культура»                     |
| Информационная программа                                                | «Время» | ОАО «Первый канал» — дирекция информационных программ          | ОАО «Первый канал»                                   | Первый канал                                   |
| Информационная программа                                                | «Страна и мир» | ОАО «Телекомпания НТВ»                                         | ОАО «Телекомпания НТВ»                               | НТВ                                            |
| Информационно-аналитическая программа                                   | «Час Пик. Суббота» | ТРК «ТВ-2», г. Томск                                           | ТРК «ТВ-2», г. Томск                                 | ТРК «ТВ-2», г. Томск                           |
| Информационно-аналитическая программа                                   | «Послесловие. События недели» | ООО «Телекомпания „Волга“», г. Нижний Новгород                 | ООО «Телекомпания „Волга“», г. Нижний Новгород       | ООО «Телекомпания „Волга“», г. Нижний Новгород |
| Информационно-аналитическая программа                                   | «Времена» | ОАО «Студия Фониной»                                           | ОАО «Первый канал»                                   | Первый канал                                   |
| Ток-шоу                                                                 | «Школа злословия» | ООО «Телекомпания „ТОН“»                                       | ГТРК «Культура»                                      | ВГТРК телеканал «Культура»                     |
| Ток-шоу                                                                 | «Большая стирка. Петербургский цикл» | ОАО «Первый канал», ООО «Новая Компания Продакшн»              | ОАО «Первый канал»                                   | Первый канал                                   |
| Ток-шоу                                                                 | «Жди меня» | ЗАО «Телекомпания ВИD»                                         | ОАО «Первый канал»                                   | Первый канал                                   |
| Телевизионный художественный фильм                                      | «Идиот» | ЗАО «2-Б-2 интертейнменд», г. Санкт-Петербург                  | ГТК «Телеканал „Россия“»                             | ГТК «Телеканал „Россия“»                       |
| Телевизионный художественный фильм                                      | «Янтарные крылья» | ОАО «ТВ Центр», ООО «Киностудия „Вертикаль“»                   | ОАО «ТВ Центр»                                       | ТВ Центр                                       |
| Телевизионный художественный фильм                                      | «По ту сторону волков» | Компания «Про-Синема продакшн»                                 | ОАО «Первый канал»                                   | Первый канал                                   |
| Телевизионный художественный сериал                                     | «Бригада» | Продюсерский центр «Аватар-Фильм»                              | ГТК «Телеканал „Россия“»                             | ГТК «Телеканал „Россия“»                       |
| Телевизионный художественный сериал                                     | «Закон» | ООО «Рекун-фильм»                                              | ГТК «Телеканал „Россия“»                             | ГТК «Телеканал „Россия“»                       |
| Телевизионный художественный сериал                                     | «Ледниковый период» | ООО «Телекомпания „Версия“»                                    | ОАО «Первый канал»                                   | Первый канал                                   |
| Телевизионная игра                                                      | «Своя игра» | ЗАО «Телевизионная продюсерская компания „2В“»                 | ОАО «Телекомпания НТВ»                               | НТВ                                            |
| Телевизионная игра                                                      | «Кто хочет стать миллионером?» | ООО «W Медиа»                                                  | ОАО «Первый канал»                                   | Первый канал                                   |
| Телевизионная игра                                                      | «Кресло» | ЗАО «Телекомпания ВИD»                                         | ЗАО «Сеть Телевизионных Станций»                     | СТС                                            |
| Развлекательная программа                                               | «О.С.П.-студия» | ЗАО «О.С.П.»                                                   | ЗАО «Сеть Телевизионных Станций»                     | СТС                                            |
| Развлекательная программа                                               | «Квартирный вопрос» | ОАО «Телекомпания НТВ»                                         | ОАО «Телекомпания НТВ»                               | НТВ                                            |
| Развлекательная программа                                               | «Последний герой — 3» | ООО «Последний герой»                                          | ОАО «Первый канал»                                   | Первый канал                                   |
| Ведущий информационной программы                                        | Михаил Антонов — «Вести» | ГТК «Телеканал „Россия“»                                       | ГТК «Телеканал „Россия“»                             | ГТК «Телеканал „Россия“»                       |
| Ведущий информационной программы                                        | Владислав Флярковский — «Новости культуры» | ГТРК «Культура»                                                | ГТРК «Культура»                                      | ВГТРК телеканал «Культура»                     |
| Ведущий информационной программы                                        | Андрей Норкин — «Сейчас в России» | Телекомпания «Эхо»                                             | Телекомпания «Эхо»                                   | Спутниковый канал RTVi                         |
| Интервьюер                                                              | Юлия Мучник — «Час Пик. Суббота» | ТРК «ТВ-2», г. Томск                                           | ТРК «ТВ-2», г. Томск                                 | ТРК «ТВ-2», г. Томск                           |
| Интервьюер                                                              | Владимир Познер — «Времена» | ОАО «Студия Фониной»                                           | ОАО «Первый канал»                                   | Первый канал                                   |
| Интервьюер                                                              | Светлана Сорокина — «Основной инстинкт» | ОАО «Первый канал» — студия спецпроектов                       | ОАО «Первый канал»                                   | Первый канал                                   |
| Ведущий развлекательной программы                                       | Фёдор Бондарчук — «Кресло» | ЗАО «Телекомпания ВИD»                                         | ЗАО «Сеть Телевизионных Станций»                     | СТС                                            |
| Ведущий развлекательной программы                                       | Максим Галкин — «Кто хочет стать миллионером?» | ООО «W Медиа»                                                  | ОАО «Первый канал»                                   | Первый канал                                   |
| Ведущий развлекательной программы                                       | Андрей Малахов — «Большая стирка» | ООО «Новая Компания Продакшн»                                  | ОАО «Первый канал»                                   | Первый канал                                   |
| Репортёр                                                                | Андрей Лошак — «Намедни», «Сегодня», «Профессия — репортёр» | ОАО «Телекомпания НТВ»                                         | ОАО «Телекомпания НТВ»                               | НТВ                                            |
| Репортёр                                                                | Анна Райва — «Время» | ОАО «Первый канал» — дирекция информационных программ          | ОАО «Первый канал»                                   | Первый канал                                   |
| Репортёр                                                                | Александр Минаков — «Вести» | ГТК «Телеканал „Россия“»                                       | ГТК «Телеканал „Россия“»                             | ГТК «Телеканал „Россия“»                       |
| Журналистское расследование                                             | «Дневник беглеца» | ЗАО «Телекомпания „РЕН ТВ“»                                    | ЗАО «Телекомпания „РЕН ТВ“»                          | REN TV                                         |
| Журналистское расследование                                             | «Михалёва» | ОАО «ТВК 6 канал», Красноярск                                  | ОАО «ТВК 6 канал», Красноярск                        | ТВК 6 канал, Красноярск                        |
| Журналистское расследование                                             | Олег Рясков «Тайны века. Владимир Маяковский» | ЗАО «Телекомпания „Останкино“»                                 | ОАО «Первый канал»                                   | Первый канал                                   |
| Исполнитель мужской роли в телевизионном фильме/сериале                 | Евгений Миронов — «Идиот» | ЗАО «2-Б-2 Интертейнменд», г. Санкт-Петербург                  | ГТК «Телеканал „Россия“»                             | ГТК «Телеканал „Россия“»                       |
| Исполнитель мужской роли в телевизионном фильме/сериале                 | Константин Хабенский — «Убойная сила» — 4 | ООО «Продюсерская компания „Слово“»                            | ОАО «Первый канал»                                   | Первый канал                                   |
| Исполнитель мужской роли в телевизионном фильме/сериале                 | Владислав Галкин — «По ту сторону волков» | Компания «Про-Синема продакшн»                                 | ОАО «Первый канал»                                   | Первый канал                                   |
| Исполнительница женской роли в телевизионном фильме/сериале             | Инна Чурикова — «Идиот» | ЗАО «2-Б-2 Интертейнменд», г. Санкт-Петербург                  | ГТК «Телеканал „Россия“»                             | ГТК «Телеканал „Россия“»                       |
| Исполнительница женской роли в телевизионном фильме/сериале             | Елена Яковлева — «Каменская — 2» | ООО «Рекун-Кино»                                               | ГТК «Телеканал „Россия“»                             | ГТК «Телеканал „Россия“»                       |
| Исполнительница женской роли в телевизионном фильме/сериале             | Алиса Фрейндлих — «Женская логика — 2» | Киностудия «Вертикаль»                                         | ОАО «ТВ Центр»                                       | ТВ Центр                                       |
| Телевизионный документальный фильм/сериал                               | «Георгий Жжёнов. Русский крест» | Студия «Остров»                                                | ГТК «Телеканал „Россия“»                             | ГТК «Телеканал „Россия“»                       |
| Телевизионный документальный фильм/сериал                               | «Роман её души. Марина Цветаева» | ООО «Телерадиокомпания „Цивилизация“»                          | ГТРК «Культура»                                      | ВГТРК телеканал «Культура»                     |
| Телевизионный документальный фильм/сериал                               | «Дудук» | ГТРК «Культура»                                                | ГТРК «Культура»                                      | ВГТРК телеканал «Культура»                     |
| Публицистическая программа                                              | «Что делать?» | ЗАО «АТВ — Продакшн»                                           | ГТРК «Культура»                                      | ВГТРК телеканал «Культура»                     |
| Публицистическая программа                                              | «Раб и его женщины» | ОАО «Первый канал»                                             | ОАО «Первый канал»                                   | Первый канал                                   |
| Публицистическая программа                                              | «Возвращение в Норд-Ост» | ЗАО «Телекомпания „РЕН ТВ“»                                    | ЗАО «Телекомпания „РЕН ТВ“»                          | REN TV                                         |
| Музыкальная программа                                                   | «Оркестровая яма с Артёмом Варгафтиком» | ООО «Центр телевизионного искусства»                           | ГТРК «Культура»                                      | ВГТРК телеканал «Культура»                     |
| Музыкальная программа                                                   | «В нашу гавань заходили корабли» | ЗАО «Шестой телеканал»                                         | ЗАО «Шестой телеканал»                               | ТВС                                            |
| Музыкальная программа                                                   | «Фабрика звёзд — 2» | ЗАО «Телекомпания ВИD»                                         | ЗАО «Телекомпания ВИD»                               | Первый канал                                   |
| Программа для детей                                                     | «Спокойной ночи, малыши!» | ООО «Телекомпания „Класс!“»                                    | ГТК «Телеканал „Россия“»                             | ГТК «Телеканал „Россия“»                       |
| Программа для детей                                                     | «Самый умный ребёнок» | ЗАО «Сеть Телевизионных Станций»                               | ЗАО «Сеть Телевизионных Станций»                     | СТС                                            |
| Программа для детей                                                     | «Лучшие „Ералаши“ года» | «Ералаш-лэнд»                                                  | ОАО «Первый канал»                                   | Первый канал                                   |
| Просветительская программа                                              | «Секретные физики» | ООО «Телерадиокомпания „Цивилизация“»                          | ГТРК «Культура»                                      | ВГТРК телеканал «Культура»                     |
| Просветительская программа                                              | «Воображаемый музей Михаила Шемякина» | ООО «Сконто-рэн»                                               | ГТРК «Культура»                                      | ВГТРК телеканал «Культура»                     |
| Просветительская программа                                              | «Гении и злодеи. Владимир Набоков» | ТРК «Цивилизация»                                              | ОАО «Первый канал»                                   | Первый канал                                   |
| Художник-постановщик                                                    | Владимир Светозаров, Марина Николаева — «Идиот» | ЗАО «2-Б-2 Интертейнменд», г. Санкт-Петербург                  | ГТК «Телеканал „Россия“»                             | ГТК «Телеканал „Россия“»                       |
| Художник-постановщик                                                    | Елена Китаева — Оформление студий телеканала «Культура» | ООО «Центр телевизионного искусства»                           | ГТРК «Культура»                                      | ВГТРК телеканал «Культура»                     |
| Художник-постановщик                                                    | Константин Мельников — «По ту сторону волков» | Компания «Про-Синема продакшн»                                 | ОАО «Первый канал»                                   | Первый канал                                   |
| Звукорежиссёр                                                           | Наталия Плуталова — «Что? Где? Когда?» | ООО «Продюсерский центр „Игра-ТВ“»                             | ОАО «Первый канал»                                   | Первый канал                                   |
| Звукорежиссёр                                                           | Александр Кундрюцков — «Секретарши» | ГТРК «Культура»                                                | ГТРК «Культура»                                      | ВГТРК телеканал «Культура»                     |
| Звукорежиссёр                                                           | Ирина Беляева, Андрей Гриц — «Голубой огонёк на Шаболовке» | ГТК «Телеканал „Россия“»                                       | ГТК «Телеканал „Россия“»                             | ГТК «Телеканал „Россия“»                       |
| Эфирный промоушн канала                                                 | Анонсы телевизионного фильма «Идиот» | ГТК «Телеканал „Россия“»                                       | ГТК «Телеканал „Россия“»                             | ГТК «Телеканал „Россия“»                       |
| Эфирный промоушн канала                                                 | Анонсирование программ, посвящённых 300-летию Санкт-Петербурга | ООО «Центр телевизионного искусства»                           | ГТРК «Культура»                                      | ВГТРК телеканал «Культура»                     |
| Эфирный промоушн канала                                                 | Эфирный промоушн телеканала «Югра» | ОТРК «Югра», г. Ханты-Мансийск                                 | ОТРК «Югра», г. Ханты-Мансийск                       | Югра, г. Ханты-Мансийск                        |
| Телевизионный дизайн                                                    | «Дизайн сезона 2002—2003» (пакет новогоднего оформления; пакет оформления «8 Марта»; пакет оформления, посвященный 300-летию Санкт-Петербурга; оформление телеканала «Новый день») | ОРТ-Дизайн                                                     | ОАО «Первый канал»                                   | Первый канал                                   |
| Телевизионный дизайн                                                    | Телевизионный дизайн | ЗАО «Телерадиокомпания „Студия-41“», г. Екатеринбург           | ЗАО «Телерадиокомпания „Студия-41“», г. Екатеринбург | Студия-41, г. Екатеринбург                     |
| Телевизионный дизайн                                                    | Телевизионный дизайн | «Студия Леттерхэд»                                             | ЗАО «Сеть Телевизионных Станций»                     | СТС                                            |
| Спортивный комментатор, ведущий спортивной программы                    | Владимир Гендлин — «Бокс. Бои сильнейших профессионалов мира. Романов — Ванзей»/«Бокс на НТВ»                                                                                      | Дирекция спортивного вещания ОАО «Первый канал»/ОАО «НТВ Плюс» | ОАО «Первый канал»/ОАО «Телекомпания НТВ»            | Первый канал/НТВ                               |
| Спортивный комментатор, ведущий спортивной программы                    | Виктор Гусев — «Чемпионат мира по футболу. Матч сборная России — сборная Туниса»                                                                                                   | ОАО «Первый канал» — дирекция спортивного вещания              | ОАО «Первый канал»                                   | Первый канал                                   |
| Продюсер                                                                | Валерий Тодоровский — «Идиот» | ЗАО «2-Б-2 Интертейнменд», г. Санкт-Петербург                  | ГТК «Телеканал „Россия“»                             | ГТК «Телеканал „Россия“»                       |
| Продюсер                                                                | Олег Бабицкий — «Театральный роман» | ООО «Центр телевизионного искусства»                           | ГТРК «Культура»                                      | ВГТРК телеканал «Культура»                     |
| Продюсер                                                                | Александр Любимов, Сергей Кушнерёв, Лариса Синельщикова, Константин Эрнст — «Последний герой — 3»                                                                                  | ООО «Последний герой»                                          | ОАО «Первый канал»                                   | Первый канал                                   |
| Сценарист телевизионного художественного/документального фильма/сериала | Евгений Унгард — «Театральный роман» | ООО «Центр телевизионного искусства»                           | ГТРК «Культура»                                      | ВГТРК телеканал «Культура»                     |
| Сценарист телевизионного художественного/документального фильма/сериала | Эдуард Володарский — «Пятый ангел» | ЗАО «НТВ-Кино»                                                 | ЗАО «НТВ-Кино»                                       | НТВ                                            |
| Сценарист телевизионного художественного/документального фильма/сериала | Алексей Сидоров, Александр Велединский, Игорь Порублев — «Бригада» | Продюсерский центр «Аватар-Фильм»                              | ГТК «Телеканал „Россия“»                             | ГТК «Телеканал „Россия“»                       |
| Сценарист телевизионной программы                                       | Эдвард Радзинский — «Александр II. Жизнь. Любовь. Смерть» | ООО «ВИП ТВ»                                                   | ОАО «Первый канал»                                   | Первый канал                                   |
| Сценарист телевизионной программы                                       | Святослав Пелишенко, Ян Гельман, Игорь Осипов, Алексей Каранович, Олег Россиин, Ирина Полторак, Владимир Трухнин — «„В Городке“. Отчёт за март»                                    | Студия «Позитив ТВ»                                            | ГТК «Телеканал „Россия“»                             | ГТК «Телеканал „Россия“»                       |
| Сценарист телевизионной программы                                       | Алексей Пиманов, Виталий Павлов — «Светлана Сталина. Побег из семьи» из цикла «Кремль, 9»                                                                                          | ЗАО «Телекомпания „Останкино“»                                 | ЗАО «Телекомпания „Останкино“»                       | Первый канал                                   |
| Режиссёр телевизионного художественного/документального фильма/сериала  | Владимир Бортко — «Идиот» | ЗАО «2-Б-2 Интертейнменд», г. Санкт-Петербург                  | ГТК «Телеканал „Россия“»                             | ГТК «Телеканал „Россия“»                       |
| Режиссёр телевизионного художественного/документального фильма/сериала  | Юрий Гольдин, Олег Бабицкий — «Театральный роман» | ООО «Центр телевизионного искусства»                           | ГТРК «Культура»                                      | ВГТРК телеканал «Культура»                     |
| Режиссёр телевизионного художественного/документального фильма/сериала  | Алексей Сидоров — «Бригада» | Продюсерский центр «Аватар-Фильм»                              | ГТК «Телеканал „Россия“»                             | ГТК «Телеканал „Россия“»                       |
| Режиссёр телевизионной программы                                        | Сергей Айрапетов, Михаил Баркан, Кирилл Пухонто, Дмитрий Иосифов — «Последний герой — 3»                                                                                           | ООО «Последний герой»                                          | ОАО «Первый канал»                                   | Первый канал                                   |
| Режиссёр телевизионной программы                                        | Андрей Торстенсен — «Русская пятёрка» | АНО «Телекомпания „Вектор — Русь“»                             | ГТРК «Культура»                                      | ВГТРК телеканал «Культура»                     |
| Режиссёр телевизионной программы                                        | Виктор Ющенко — «Секретные физики» | ООО «Телерадиокомпания „Цивилизация“»                          | ГТРК «Культура»                                      | ВГТРК телеканал «Культура»                     |
| Режиссёр телевизионной программы                                        | Ольга Музалёва — «Уроки русского. Чтения» | ЗАО «АТВ — Продакшн»                                           | ГТРК «Культура»                                      | ВГТРК телеканал «Культура»                     |
| Оператор телевизионного художественного/документального фильма/сериала  | Илья Дёмин — «По ту сторону волков» | Компания «Про-Синема продакшн»                                 | ОАО «Первый канал»                                   | Первый канал                                   |
| Оператор телевизионного художественного/документального фильма/сериала  | Артур Гимпель — «Театральный роман» | ООО «Центр телевизионного искусства»                           | ГТРК «Культура»                                      | ВГТРК телеканал «Культура»                     |
| Оператор телевизионного художественного/документального фильма/сериала  | Сергей Мокрицкий — «Дневник убийцы» | ООО «Ч. Б. Кинематограф — Форум»                               | ГТК «Телеканал „Россия“»                             | ГТК «Телеканал „Россия“»                       |
| Оператор телевизионной программы                                        | Владимир Брежнев, Алексей Ганушкин — «Последний герой — 3» | ООО «Последний герой»                                          | ОАО «Первый канал»                                   | Первый канал                                   |
| Оператор телевизионной программы                                        | Александр Пугачёв — «Уроки русского. Чтения» | ЗАО «АТВ — Продакшн»                                           | ГТРК «Культура»                                      | ВГТРК телеканал «Культура»                     |
| Оператор телевизионной программы                                        | Алексей Ермилов — «Солдаты удачи» из цикла «Специальный корреспондент» | ГТК «Телеканал „Россия“» — дирекция информационных программ    | ГТК «Телеканал „Россия“»                             | ГТК «Телеканал „Россия“»                       |
| «За личный вклад в развитие российского телевидения»                    | Гинзбург Евгений Александрович |                                                                |                                                      |                                                |
| Специальный приз Академии Российского телевидения                       | Телеканал «Россия» — за отечественные телесериалы |                                                                |                                                      |                                                |